# ستربتوزوتوسين
ستربتوزوتوسين أو ستربتوزوسين (مختصرها STZ) هي مادة كيميائية سامة لخلايا بيتا الموجودة في بنكرياس الثدييات. تستخدم هذا المادة في الطب في علاج أنواع معينة من السرطانات التي تصيب جزر لانغرهانس (مثل ورم خلايا الجزيرة)، كما تستخدم في البحوث الطبية لإنتاج نموذج حيواني لفرط سكر الدم عند استخدامه بجرعة عالية، وكذلك لإنتاج السكري من النمط الأول بواسطة جرع قليلة متكررة.

## الاستخدام
رخصت إدارة الغذاء والدواء استخدامه في علاج ورم خلايا الجزيرة المنتقل، علما أنه يستخدم استخداما محدودا وللحالات التي لا يمكن إزالة الورم بواسطة الجراحة لكون ستربتوزوتوسين يتسبب بالسمية ونادرا من يؤدي إلى الشفاء. يمكن لستربتوزوتوسين أن يقلل حجم الورم ويقلل الأعراض (خصوصا نقص سكر الدم بسبب زيادة إفراز الإنسولين الورم الجزيري).
الجرعة المعتادة هي 500 ملغ/م2/يوم بواسطة الحقن الوريدي لمدة 5 أيام، تكرر كل 4-6 اسابيع.
وبسبب سميته العالية لخلايا بيتا، فإنه يستخدم في البحوث لأحداث التهاب الجزر البنكرياسية والسكري في حيوانات التجارب.

## التوفر التجاري
ينتج حاليا تحت اسم تجاري هو (Zanosar)، علما أن شركة أبجون قد تقدمت إلى إدارة الغذاء والدواء للموافقة عليه في تشرين الثاني 1976 وحصلت الموافقة في تموز 1982.
تمتلك شركة تيفا حاليا حقوق تسويقه.